# Capital Punishment
Capital Punishment – debiutancki album amerykańskiego rapera Big Puna. Zadebiutował na 5. miejscu Billboard 200. Został pierwszym latynoskim raperem, który zdobył platynową płytę.

## Lista utworów
1. "Intro" - 0:33
2. "Beware" - 3:15
3. "Super Lyrical" (feat. Black Thought z The Roots) - 3:28
4. "Taster's Choice (Skit)" - 1:20
5. "Still Not a Player" (featuring Joe) - 3:56
6. "Intermission"
7. "Dream Shatterer"
8. "Punish Me" (featuring Miss Jones)
9. "Pakinamac Pt. 1 (Skit)"
10. "You Ain't a Killer"
11. "Pakinamac Pt. 2 (Skit)"
12. "Caribbean Connection" (featuring Wyclef Jean)
13. "Glamour Life" (featuring Fat Joe, Triple Seis, Armageddon & Cuban Link)
14. "Capital Punishment" (featuring Prospect)
15. "Uncensored" (Skit)" (featuring Funkmaster Flex)
16. "I'm Not a Player"
17. "Twinz (Deep Cover '98)" (featuring Fat Joe)
18. "The Rain & The Sun (Interlude)" (featuring Dead Prez)
19. "Boomerang"
20. "You Came Up" (featuring Noreaga)
21. "Tres Leches (Triboro Trilogy)" (featuring Prodigy & Inspectah Deck)
22. "Charlie Rock Shout (Skit)"
23. "Fast Money"
24. "Parental Discretion" (featuring Busta Rhymes)

## Notowania
Album
| Rok  | Album              | Pozycja na liście | Pozycja na liście      | Pozycja na liście   |
| Rok  | Album              | Billboard 200     | Top R&B/Hip Hop Albums | Top Canadian Albums |
| ---- | ------------------ | ----------------- | ---------------------- | ------------------- |
| 1998 | Capital Punishment | 5                 | 1                      | 11                  |

Single
| Rok  | Tytuł                | Hot 100 | Hot R&B/Hip-Hop Singles & Tracks | Hot Rap Singles | Rhythmic Top 40 | Hot Dance Singles Sales |
| ---- | -------------------- | ------- | -------------------------------- | --------------- | --------------- | ----------------------- |
| 1997 | "I'm Not a Player"   | 57      | 19                               | 3               | -               | 7                       |
| 1998 | "Still Not a Player" | 24      | 6                                | 13              | 5               | 1                       |
| 1998 | "You Came Up"        | -       | 49                               | 43              | -               | -                       |